# Xiangshi (köpinghuvudort i Kina, Hunan Sheng, lat 29,52, long 110,84)
Xiangshi (kinesiska: 象市, 象市镇) är en köpinghuvudort i Kina. Den ligger i provinsen Hunan, i den södra delen av landet, omkring 250 kilometer nordväst om provinshuvudstaden Changsha. Antalet invånare är 21 074. Befolkningen består av 10 242 kvinnor och 10 832 män. Barn under 15 år utgör 15,0 %, vuxna 15-64 år 72 %, och äldre över 65 år 12,0 %.
Runt Xiangshi är det ganska tätbefolkat, med 166 invånare per kvadratkilometer. Närmaste större samhälle är Jiangya, 7,3 km väster om Xiangshi. I omgivningarna runt Xiangshi växer i huvudsak blandskog.
Genomsnittlig årsnederbörd är 1 766 millimeter. Den regnigaste månaden är maj, med i genomsnitt 286 mm nederbörd, och den torraste är december, med 22 mm nederbörd.